# Mistrzostwa Świata w Tenisie Stołowym 1947
14. Mistrzostwa świata w tenisie stołowym odbyły się w dniach 25 lutego-7 marca 1947 roku w Paryżu. Były to pierwsze mistrzostwa po siedmioletniej przerwie spowodowaną II wojną światową.

## Końcowa klasyfikacja medalowa
| Miejsce | Państwo           | Złoto | Srebro | Brąz | Razem |
| ------- | ----------------- | ----- | ------ | ---- | ----- |
| 1       | Węgry             | 3     | 2      | 0    | 5     |
| 2       | Czechosłowacja    | 3     | 1      | 2    | 4     |
| 3       | Anglia            | 1     | 2      | 4    | 7     |
| 4       | Austria           | 1     | 0      | 2    | 3     |
| 5       | Stany Zjednoczone | 0     | 2      | 4    | 6     |
| 6       | Francja           | 0     | 0      | 1    | 1     |
| 6       | Belgia            | 0     | 0      | 1    | 1     |

## Medaliści
| Konkurencja:               | Złoto:                         | Srebro:                       | Brąz:                                                            |
| gra pojedyncza kobiet      | Gizella Farkas                 | Elizabeth Blackbourn          | Vera Dace Gertrude Pritzi                                        |
| gra pojedyncza mężczyzn    | Bohumil Váňa                   | Ferenc Sidó                   | Johnny Leach Louis Pagliaro                                      |
| gra podwójna kobiet        | Gizella Farkas Gerturde Pritzi | Mae Clouther Reba Monness     | Davida Hawthorn Leah Thall Mary Detournay Josee Wouters          |
| gra podwójna mężczyzn      | Adolf Slar Bohumil Váňa        | Jack Carrington Johnny Leach  | Viktor Barna Adrian Haydon Ladislav Štípek Vaclav Tereba         |
| gra mieszana               | Ferenc Soos Gizella Farkas     | Adolf Slar Vlasta Depetrisová | Viktor Barna Margaret Franks William Holzrichter Davida Hawthorn |
| konkurs drużynowy mężczyzn | Czechosłowacja                 | Stany Zjednoczone             | Austria · Francja                                                |
| konkurs drużynowy kobiet   | Anglia                         | Węgry                         | Czechosłowacja · Stany Zjednoczone                               |